# 시드라만

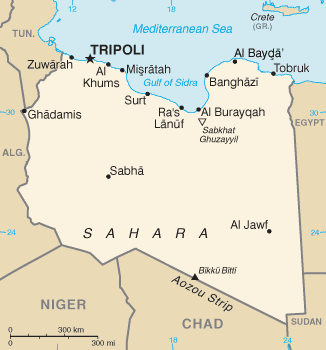
리비아 지도에 표시된 시드라 만

시드라 만(Gulf of Sidra)은 지중해에 접한 리비아 북부의 만으로 최대 길이는 177km, 최대 너비는 439km이다. 시드라 만이라는 이름은 이 만과 접한 항구 도시인 시르테에서 유래된 이름이다. 리비아의 중요한 어업 자원이 매장되어 있는 곳이기도 하다.
1973년 리비아의 최고 지도자인 무아마르 알 카다피가 북위 32도 30분에 위치한 시드라 만의 해안선을 "죽음의 선"으로 명명하고 리비아가 절대적인 주권을 행사하는 영해로 규정했다. 이 해안선은 서안에 위치한 미스라타에서 동안에 위치한 벵가지에 달하는 해안선으로서 길이는 62해리에 달했다.
미국은 시드라 만 연안에서 12해리까지 떨어진 지점만을 리비아의 영해라고 주장했지만 리비아는 이를 인정하지 않았다. 이 때문에 미국과 리비아 사이에서는 한동안 군사적 분쟁이 벌어지기도 했다.

## 같이 보기
- 시드라 만 사건